# Bulla arabica
Bulla arabica is een slakkensoort uit de familie van de Bullidae. De wetenschappelijke naam van de soort is voor het eerst geldig gepubliceerd in 2008 door Malaquias & Reid.